# Eleição municipal de Porto Velho em 2008
A eleição municipal da cidade brasileira de Porto Velho em 2008 ocorreu em 5 de outubro para eleger um prefeito, um vice-prefeito e 16 vereadores para a administração da cidade.
7 candidatos disputaram a prefeitura da capital rondoniense. O prefeito e candidato à reeleição Roberto Sobrinho, do PT, venceu Lindomar Garçon, do PV, ainda no primeiro turno: foram 119.896 votos (59,51%), contra apenas 37.224 (18,47%) de seu rival.
Entre os vereadores, a maior votação foi de Zequinha Araújo (PMDB), que obteve 4.131 votos (2,13% do total). O PV elegeu a maior bancada, com 4 representantes, seguido do PT (3 vereadores), PSDB e PCdoB (2 vereadores). PRB, PMN e PTC elegeram um vereador cada.

## Candidatos a prefeito
|  | Nº | Candidato(a) a prefeito | Candidato(a) a prefeito                             | Candidato(a) a vice-prefeito | Candidato(a) a vice-prefeito                                   | Coligação |
|  | -- | ----------------------- | --------------------------------------------------- | ---------------------------- | -------------------------------------------------------------- | --- |
|  | 13 |                         | Roberto Sobrinho (PT) Roberto Eduardo Sobrinho      |                              | Emerson Castro (PMDB) Emerson Silva Castro                     | Trabalho de Novo com a Força do Povo - Partido dos Trabalhadores (PT) - Partido do Movimento Democrático Brasileiro (PMDB) - Partido Progressista (PP) - Partido Renovador Trabalhista Brasileiro (PRTB) |
|  | 36 |                         | Dr. Alexandre Brito (PTC) Alexandre Brito da Silva  |                              | Silvana Davis (PSL) Silvana Mota Davis Lourenço                | Acredite, é Possível! - Partido Trabalhista Cristão (PTC) - Partido Social Liberal (PSL) |
|  | 40 |                         | Dr. Mauro Nazif (PSB) Mauro Nazif Rasul             |                              | Professora Chaguinha (PSB) Francisca das Chagas Holanda Xavier | Sem coligação - Partido Socialista Brasileiro (PSB) |
|  | 43 |                         | Lindomar Garçon (PV) Lindomar Barbosa Alves         |                              | Pastora Jane (PTB) Maria Jane Campinho de Jesus                | Porto Velho Terra da Gente - Partido Verde (PV) - Partido Trabalhista Brasileiro (PTB) - Partido Socialista dos Trabalhadores Unificado (PSTU) - Partido Republicano Progressista (PRP) - Democratas (DEM) - Partido Trabalhista do Brasil (PTdoB) - Partido Social Democrata Cristão (PSDC) - Partido Humanista da Solidariedade (PHS) - Partido Trabalhista Nacional (PTN) - Partido Popular Socialista (PPS) |
|  | 45 |                         | Hamilton Casara (PSDB) Hamilton Nobre Casara        |                              | Regina Russelakis (PSDB) Regina Russelakis de Oliveira Queiroz | Sem coligação - Partido da Social Democracia Brasileira (PSDB) |
|  | 50 |                         | Adilson Siqueira (PSOL) Adilson Siqueira de Andrade |                              | Marisia Dias (PSOL) Marisia Dias Oliveira                      | Sem coligação - Partido Socialismo e Liberdade (PSOL) |
|  | 65 |                         | David Chiquilito Erse (PCdoB) David de Menezes Erse |                              | Silvio Persivo (PCdoB) Silvio Rodrigues Persivo Cunha          | O Futuro é Agora - Partido Comunista do Brasil (PCdoB) - Partido da República (PR) |

## Resultados
| Roberto Sobrinho (PT)         | Emerson Castro (PMDB)      | 119.896 | 59,51%  |
| Lindomar Garçon (PV)          | Pastora Jane (PTB)         | 37.224  | 18,47%  |
| David Chiquilito Erse (PCdoB) | Silvio Persivo (PCdoB)     | 17.106  | 8,49%   |
| Dr. Mauro Nazif (PSB)         | Professora Chaguinha (PSB) | 16.993  | 8,43%   |
| Dr. Alexandre Brito (PTC)     | Silvana Davis (PSL)        | 4.690   | 2,33%   |
| Hamilton Casara (PSDB)        | Regina Russelakis (PSDB)   | 3.705   | 1,84%   |
| Adilson Siqueira (PSOL)       | Marisia Dias (PSOL)        | 1.872   | 0,93%   |
| Total de votos válidos        | Total de votos válidos     | 201.486 | 100,00% |
| Votos apurados                |                            |         |         |
| Votos válidos                 | Votos válidos              | 201.486 | 93,90%  |
| Votos em branco               | Votos em branco            | 4.228   | 1,97%   |
| Votos nulos                   | Votos nulos                | 8.864   | 4,13%   |
| Total de votos apurados       | Total de votos apurados    | 214.578 | 100,00% |
| Eleitores                     |                            |         |         |
| Comparecimento                | Comparecimento             | 214.578 | 84,70%  |
| Abstenções                    | Abstenções                 | 38.755  | 15,30%  |
| Total de eleitores            | Total de eleitores         | 253.333 | 100,00% |
| Total de seções: 721          |                            |         |         |

### Vereadores
| Candidato(a)          | Partido | Votação | Votação     |
| Candidato(a)          | Partido | Total   | Porcentagem |
| --------------------- | ------- | ------- | ----------- |
| Zequinha Araújo       | PMDB    | 4.131   | 2,13%       |
| Jaime Gazola          | PV      | 3.842   | 1,98%       |
| Epifânia              | PT      | 3.577   | 1,84%       |
| Hermínio              | PT      | 2.888   | 1,49%       |
| Marcelo Reis          | PV      | 2.484   | 1,28%       |
| Ramiro Negreiros      | PMDB    | 2.459   | 1,27%       |
| Eduardo Rodrigues     | PV      | 2.403   | 1,24%       |
| Jean Oliveira         | PSDB    | 2.324   | 1,20%       |
| Claudio da Padaria    | PCdoB   | 2.298   | 1,18%       |
| Pastor Delso Moreira  | PRB     | 2.198   | 1,13%       |
| Mário Sérgio da EMDUR | PMN     | 2.170   | 1,12%       |
| Claudio Carvalho      | PT      | 2.142   | 1,10%       |
| Bengala               | PT      | 2.030   | 1,05%       |
| Ellis do SINDEPROF    | PCdoB   | 1.924   | 0,99%       |
| Moisés Souza          | PV      | 1.891   | 0,97%       |
| Mariana Carvalho      | PSDB    | 1.829   | 0,94%       |

| Votos válidos   | Votos válidos   | 193.955 | 76,56% |
| Votos nulos     | Votos nulos     | 13.747  | 5,43%  |
| Votos em branco | Votos em branco | 6.876   | 2,71%  |
| Total           | Total           | 253.333 | 100%   |
| --------------- | --------------- | ------- | ------ |